# Herb Krosna
Herb Krosna – jeden z symboli miejskich Krosna.

## Wygląd i symbolika
Herb przedstawia pół złotego (żółtego) lwa oraz pół srebrnego (białego) orła, zwróconych do siebie tyłem, umieszczonych w czerwonym polu. Oba pół-zwierzęta mają wspólną złotą koronę.
Herb Krosna jest herbem rodowym Kazimierza Wielkiego, który w XIV wieku nadając prawa miejskie Krosnu, fundując kościół farny oraz mury, nadał także swój herb. Herb ten jest związany z linią łęczycko-kujawską rodu Piastów i w różnych odmianach jest nadal spotykany w herbach tamtejszych miejscowości (Brześć Kujawski, Gniewkowo i Rypin).